# Кризи, Джон
Джон Кризи (англ. John Creasey; 17 сентября 1908 года — 9 июня 1973 года) — британский писатель, политик, общественный деятель, главный редактор детективного журнала. Автор более 500 романов в различных жанрах (преимущественно детективном). Оценки деятельности Кризи литературной критикой очень полярны — от восторженных до резко негативных.

## Биография
Джон Кризи родился 17 сентября 1908 года в Саутфилдсе (Сурей, Англия), был седьмым ребенком в семье из девяти детей. Его отец был простым рабочим, семья жила бедно, а потому Джон уже с 15 лет работал на фабрике по производству канцелярской продукции. Джон с раннего детства болел полиомиелитом. В школе, один из педагогов сказал Джону что у того есть литературный талант, и стоит его развить. Семья и окружающие его люди очень иронично восприняли это. Однако мальчик поверил в слова педагога, и желание стать писателем стало его мечтой. В 14 лет Джон бросил школу и даже был уволен с работы.
Он много лет пытался сделать себе карьеру профессионального писателя, при этом вырваться из бедности. Он сделал множество неудачных попыток напечатать несколько первых романов. Удача ему улыбнулась, и его 10 по счёту роман, «Семь раз по семь» («Seven Times Seven») в начале 1932 года был опубликован. Это был детектив, и писатель уверился в том, что этот жанр подходит ему больше всего. Уже 3 года спустя Кризи стал профессиональным писателем, и, несмотря на риски, полностью ушёл именно в эту профессию.
Английские издательства платили намного меньше, чем издательства в США. Чтобы больше заработать, Кризи начинает публиковать свои романы, скрывая свою личность под различными псевдонимами. До самой своей смерти Кризи писал романы в очень быстром темпе. Литература принесла ему долгожданный успех, кроме того Кризи разбогател. Он купил себе огромный дом, машину, жил в достатке не отказывая себе в желаемом.
В 1966 году Кризи был избран председателем Ассоциации детективных писателей США.
Джон Кризи скончался 9 июня 1973 года в Солсбери от сердечной недостаточности. К этому времени осталось множество его неопубликованных работ, поэтому последний его роман вышел спустя только 6 лет после смерти автора, в 1979 году.

### Критика
За 40 лет своей литературной карьеры, Кризи написал 560 романов, более чем под 20 псевдонимами, которые были распроданы по всему миру тиражом около 60 миллионов экземпляров. Одно биографическое исследование о нем так было названо «Джон Кризи — правда или вымысел?». Британские литературоведы считали, что при таком количестве написанного, Кризи в своём творчестве оставался незамысловатым и поверхностным, хотя философичность и социальность в его произведениях нередко присутствует.

## Личная жизнь
Джон Кризи был несколько раз женат.
- Первый брак продлился 4 года, в котором родился сын.
- Второй брак длился 29 лет. В нём родилось 2 детей.
- Третий брак закончился очень быстро.
- За месяц до смерти писатель женился в четвертый раз.

Кризи в течение десяти лет издавал свой журнал детективной литературы (Джон Кризи Мистери Мэгэзин), был сооснователем английской Ассоциации писателей-криминалистов (Crime Writers’ Association) и президентом аналогичного объединения в Америке. Некоторое время Кризи активно занимался политикой, придерживаясь либерального направления. Он основал свою партию и дважды избирался в парламент, но позже разочаровался в британской политике, и ушёл из неё.

## Награды
- Роман «Неделя Гидеона», второй роман в серии о Командере Джордже Гидеоне, вошел в список 100 лучших детективных романов.
- Кризи был удостоен Ордена Британской империи за вклад в литературный жанр, созданный англичанами.
- Дважды Кризи получал литературную награду Американской ассоциации — Премию Эдгара ПО, первый раз в 1962 году за роман «Огонь Гидеона», а второй раз писатель был награждён титулом Гранд-мастер (Grand Master) за вклад в развитие жанра.

## Книги в переводе на русский язык
Выборочно
- Собрание сочинений в десяти томах: Пер. с англ. — М.: «Гранд-пресс», «Канон», 1993. (Большая библиотека криминального романа)
- Одиночество инспектора Уэста: Романы. — Красноярск: Произв.-изд. комб. «Офсет», 1994. — 336 с.: ил.; В пер. (Английский детектив)
- Сочинения в трех томах: Пер. с англ. — М.: Терра-Кн. клуб, 2001. (Большая библиотека приключений и научной фантастики)
- Исчезли или мертвы: День страха; Убийство, совершенное слишком поздно; Инспектор Вест в затруднении; Триумф инспектора Веста. — М.: Рипол Классик, 2002. — 632 с.: портр. — ISBN 5-7905-1288-7 (Лучшие детективы мира)